# Heliophila trifurca
Heliophila trifurca là một loài thực vật có hoa trong họ Cải. Loài này được Burch. ex DC. mô tả khoa học đầu tiên.